# Cordon (Isabela)
Cordon is een gemeente in de Filipijnse provincie Isabela in het noordoosten van het eiland Luzon. Bij de laatste census in 2007 had de gemeente ruim 38 duizend inwoners.

## Geografie

### Bestuurlijke indeling
Cordon is onderverdeeld in de volgende 26 barangays:
| - Aguinaldo - Anonang - Calimaturod - Camarao - Capirpiriwan - Caquilingan - Dallao - Gayong - Laurel - Magsaysay - Malapat - Osmena - Quezon | - Quirino - Rizaluna - Roxas Pob. - Sagat - San Juan - Taliktik - Tanggal - Tarinsing - Turod Norte - Turod Sur - Villamarzo - Villamiemban - Wigan |

## Demografie
Cordon had bij de census van 2007 een inwoneraantal van 38.139 mensen. Dit zijn 2.620 mensen (7,4%) meer dan bij de vorige census van 2000. De gemiddelde jaarlijkse groei komt daarmee uit op 0,99%, hetgeen lager is dan het landelijk jaarlijks gemiddelde over deze periode (2,04%). Vergeleken met de census van 1995 is het aantal mensen met 7.678 (25,2%) toegenomen.

De bevolkingsdichtheid van Cordon was ten tijde van de laatste census, met 38.139 inwoners op 144 km², 264,9 mensen per km².